# 174 г. пр.н.е.
174 (сто седемдесет и четвърта) година преди новата ера (пр.н.е.) е година от доюлианския (Помпилийски) римски календар.

## Събития

### В Римската република
- Консули са Спурий Постумий Албин Павлул и Квинт Муций Сцевола. Цензори са Авъл Постумий Албин Луск и Квинт Фулвий Флак
- Прекратяване на войните в Испания.[1]

### В Азия
- Антиох IV Епифан назначава Язон за първосвещеник на Юдея. Начало на елинистични реформи в Йерусалим.[1]

### В Африка
- Начало на териториалните домогвания и набези на нумидийския цар Масиниса срещу владенията на Картаген (174-172 г. пр.н.е.).[1]

## Починали
- Тит Квинкций Фламинин, римски политик и военачалник (роден 230 г. пр.н.е.)
- Публий Елий Пет (консул 201 пр.н.е.), римски политик (роден 240 г. пр.н.е.)
- Марк Семпроний Тудицан (консул 185 пр.н.е.), римски политик
- Гней Сервилий Цепион (консул 203 пр.н.е.), римски политик
- Маодун, шанюй на хунну (роден ок. 234 г. пр.н.е.)